# Littérature turkmène

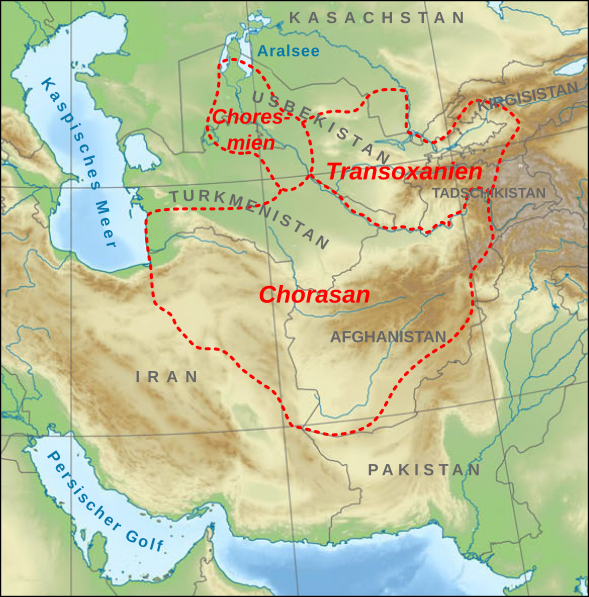
Frontières de la Transoxiane (avec le Grand Khorassan et la Chorasmie) superposées sur les États actuels.

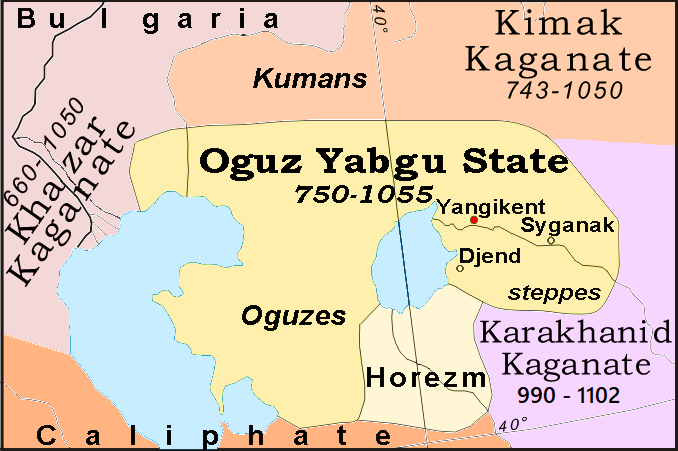
Carte de l'État oghouze Yagbu, 750-1055

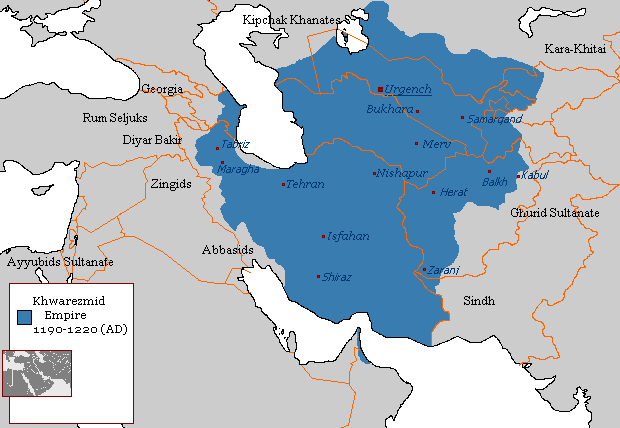
L'empire khorezmien juste avant l'invasion mongole

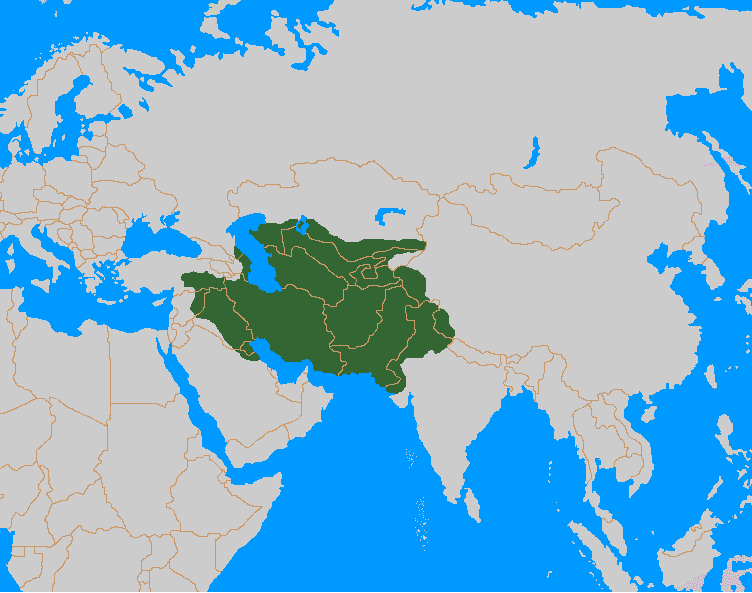
L'empire de Tamerlan (1365-1405)

Turkestan russe vers 1900

La littérature turkmène englobe toutes les productions littéraires au Turkménistan, pays de l'Asie centrale, par ses habitants (6 000 000, estimation 2020, pour une population estimée à 1 000 000 en 1926) et/ou uniquement en turkmène (6 à 7 millions de turkménophones). Elle peut ainsi intégrer les pratiques des minorités linguistiques, des diasporas, et les productions en langues étrangères comme le russe (langue co-officielle), le kirghiz, le persan et l'anglais.

## Repères historiques
Les Turkmènes (environ 7 M de turkménophones), anciennement Turcomans, forment un peuple turc vivant aujourd'hui au Turkménistan, avec d'importants groupes en Irak (1 500 000), en Iran (1 328 585), en Afghanistan (960 000), ainsi qu'en Syrie, et parlant la langue turkmène.
L'islam des Turkmènes, sunnites, inclut l'influence du mysticisme soufi et des pratiques chamanistes.
Le turkmène, une des langues turques oghouzes s'écrit en alphabet turkmène, depuis 1993, après l'avoir été en un siècle en alphabet arabe, puis latin, puis cyrillique.

## Histoire littéraire
Quelles que soient les ethnies, le pastoralisme nomade s'est longtemps accommodé du commerce caravanier de la route de la soie, avec tous les transports et apports, matériels, financiers, culturels, linguistiques, spirituels.
La région est islamisée dès la conquête musulmane de la Transoxiane aux 7e-8e siècles, et donc arabisée au moins pour la religion et le commerce.

### 11e-18esiècles
De nombreux écrivains turkmènes, poètes, chanteurs, conteurs, ou chroniqueurs, s'expriment en persan ou en tchaghataï. 
Les textes littéraires les plus anciens en langue turkmène (11-15èmes siècles) ont un caractère religieux et didactique.
De cette époque date aussi le chant épique Koroghlou (Görogly).
- Garajaoglan (1606-1679), poète
- Döwletmämmet Azady (en) (vers 1700 -c vers 1760), poète, soufi
- Nurmuhammet Andalyp (1710-1770), poète
- Abdullah Shabende (1720-1800)[2], poète
- Magtymguly Pyragy (1724/1730-1800/1807), poète, soufi, leader spirituel
- Kurbanali Magrupi (v.1735–1805), Iusup i Akhmed  (dastan ou conte épique, publié en russe en 1944)
- Mahmyt Gaýyby (1735-1810)[2], poète

### 19esiècle

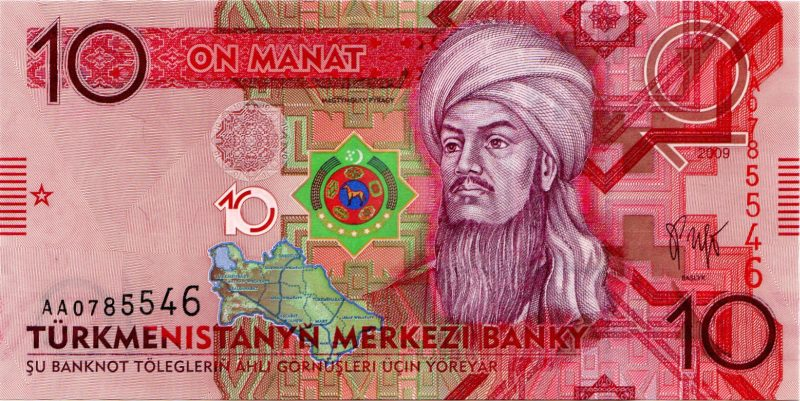
Billet de Magtymguly Pyragy

La conquête russe du Turkestan (1739-1895) modifie durablement la société : russification linguistique, développement des infrastructures.
Dans la seconde moitié du siècle, la Russie s'étend, colonise, établit un Turkestan russe (5 280 983 habitants en 1897), et favorise la sédentarisation. Le siècle est aussi celui de l'éveil national.
- Mämmetweli Kemine (es) (1770-1840c), poète satirique
- Seyitnazar Seydi (1775-1836)
- Gurbandurdy Zelili (1780-1846)
- Mollanepes (1810-1862)[3], joaillier, poète
- Annagylych Metaji (1822-1884)
- Gowşut Han (1823-1878)

### 20esiècle
Le siècle est plus politiquement engagé, en partie en réalisme socialiste. Depuis l'indépendance, la lutté idéologique s'intensifie : dissidence, répression, censure.
- Durdy Gylytsch (1886–1950), conteur-chanteur
- Berdi Kerbabayev (en) (1894-1974), poète, librettiste, écrivain, académicien
- Agakhan Durdyýew (1904–1947), nouvelliste
- Nurmyrat Saryhanov (1906-1944), originaire de Gökdepe, journaliste, nouvelliste, romancier
- Aman Kekilov (en) (1912-1974), poète
- Beki Seitäkow (1914- ?), prosateur
- Rachim Ėsenov (ru) (1927-), romancier, censuré en 1997
- Khodjakouli Narliev (1937-), réalisateur, scénariste
- Saparmyrat Nyýazow (1940-2006), homme d'État, écrivain, Ruhnama (2001-2004)
- Bakhargul Kerimova (en) (1940 ?), nouvelliste
- Annasoltan Kekilova (en) (1942-1983), poétesse, dissidente
- Sona Yazova (en) (1943-), poétesse
- Ogulsapar Myradowa (1948-2006), journaliste, militante
- Bakhargul Kerimova (en) (1950 ?), poétesse, nouvelliste
- Gozel Nuraliyeva (en) (1954-), journaliste, politicienne
- Ak Welsapar (en) (1956-), journaliste, analyste, romancier

### 21esiècle
- Annakurban Amanklychev (en) (1960 ?), journaliste, activiste, dissident
- Gurbanguly Berdimuhamedow (1957-), homme d'État, écrivain
- Sapardurdy Khadzhiev (en) (1970 ?), activiste, dissidente
- Saparmamed Nepeskuliev (en) (1980 ?), journaliste, activiste

## Auteurs
- Écrivains turkmènes
- Liste de poètes en langages turcs (en)

## Œuvres
- Livres turkmènes, dont
  - Livre de Dede Korkut
  - Turkmen Soviet Encyclopedia (en) (1974-1989)
  - Ruhnama (tome 1 : 2001, tome 2 : 2004) (Saparmyrat Nyýazow)

Le Livre de Dede Korkut est une fable épique (ou dâstân, du farsi داستان , histoire) fort renommée, composée vers le VIIIe siècle. Des versions en turc et en turkmène nous sont parvenues. Le prix littéraire de l'année 2000 a été attribué à cette œuvre par l'UNESCO, à l'occasion du 1300e anniversaire de cette composition.
- Épopées des peuples turcs : Manas, Manasologie (en), Kojojash (en), Koroghlou, Töshtük
- Histoire orale, Tradition orale

## Institutions
- Bibliothèques : Mary Library (en), National Library of Turkmenistan (en)
- Salon du Livre d'Achkabad, depuis 2006
- Prix International Magtymguly (en)
- Liste de prix littéraires

## Littérature sur le Turkménistan ou les Turkmènes
- Kourroglou (1843), roman de George Sand